# أوين هيل
أوين هيل (بالإنجليزية: Owen Hill)‏ هو سياسي أمريكي، ولد في 17 فبراير 1982. حزبياً، نشط في الحزب الجمهوري.